# Vévoda z Beja

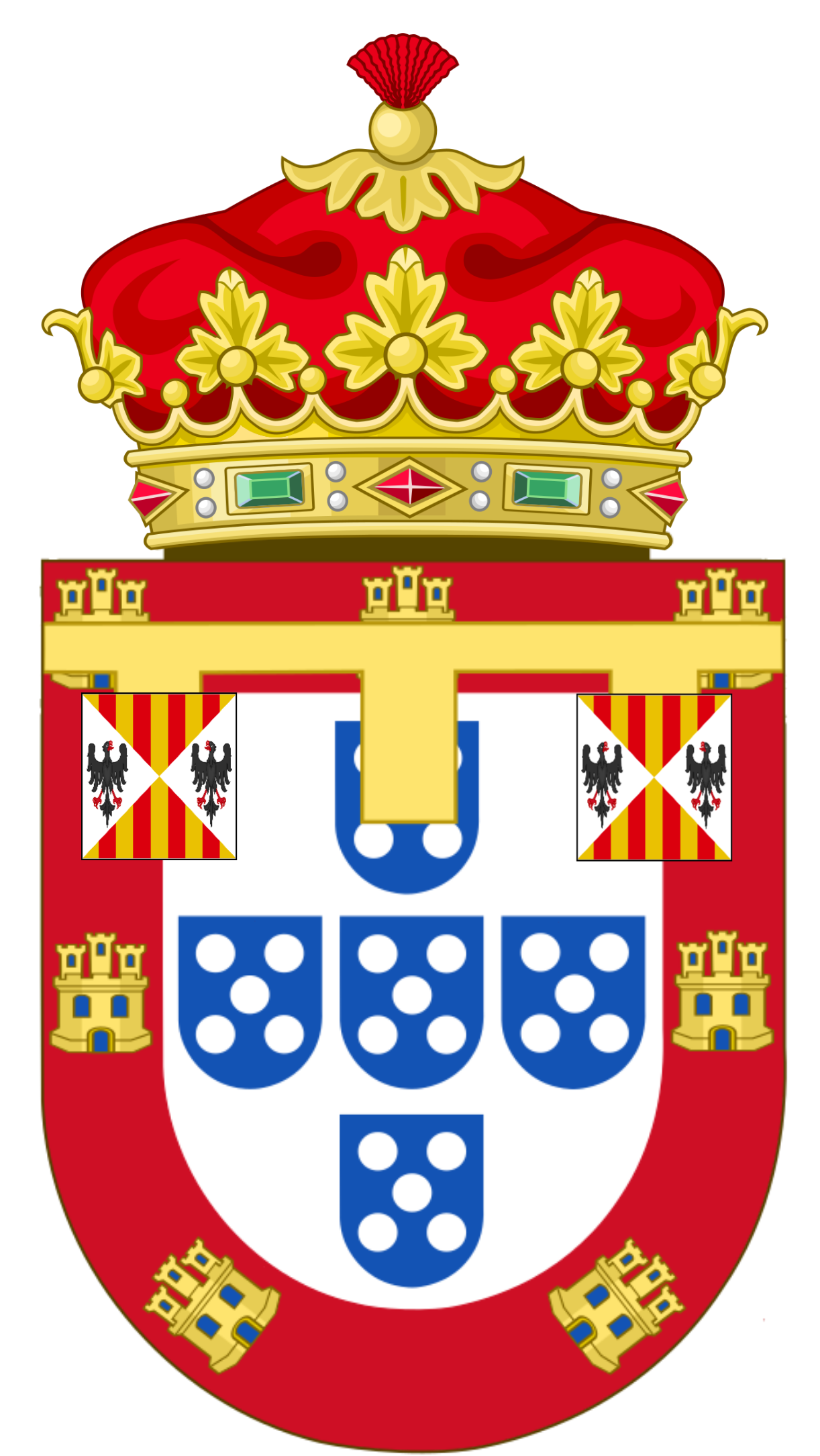
Erb vévodů z Beja

Osobní erb infanta Luíse, 5. vévody z Beja

Vévoda z Beja (portugalsky: Duque de Beja) byl aristokratický portugalský titul a královské vévodství, spojované s portugalským královským rodem.

## Seznam vévodů z Beja
1. Infant Fernando, 2. vévoda z Viseu (1433–1470), třetí syn krále Eduarda I. (druhý přeživší)
2. Infant João, 3. vévoda z Viseu (1448–1472), nejstarší syn infanta Fernanda
3. Infant Diogo, 4. vévoda z Viseu (1450–1484), druhý syn infanta Fernanda
4. Král Manuel I. (1469–1521), sedmý syn infanta Fernanda (třetí přeživší)
5. Infant Luís, vévoda z Beja (1506–1555), druhý syn krále Manuela I. z druhého manželství; otec krále Antonína I.
6. Král Petr II. (1648–1706), čtvrtý syn krále Jana IV. (v roce 1654 druhý přeživší)
7. Infant Francisco, vévoda z Beja (1691–1742), třetí syn krále Petra II. (druhý přeživší)
8. Král Petr III. (1717–1786), čtvrtý syn krále Jana V. (v roce 1742 druhý přeživší)
9. Král Jan VI. (1767–1826), třetí syn královny Marie I. a krále Petra III. (v roce 1786 druhý přeživší)
10. Král Michal I. (1802–1866), třetí syn krále Jana VI. (v roce 1816 druhý přeživší)
11. Infant João, vévoda z Beja (1842–1861), třetí syn královny Marie II.
12. Král Manuel II. (1889–1932), druhý syn krále Karla I.